# 巴瑟斯特1000
巴瑟斯特1000（英語：Bathurst 1000），是每年在澳大利亞的巴瑟斯特全景山賽道上舉辦的房車耐力賽，賽程達1,000（620英里），圍繞賽道走161個圈，亦被譽為「澳大利亞賽車運動的巔峰」。

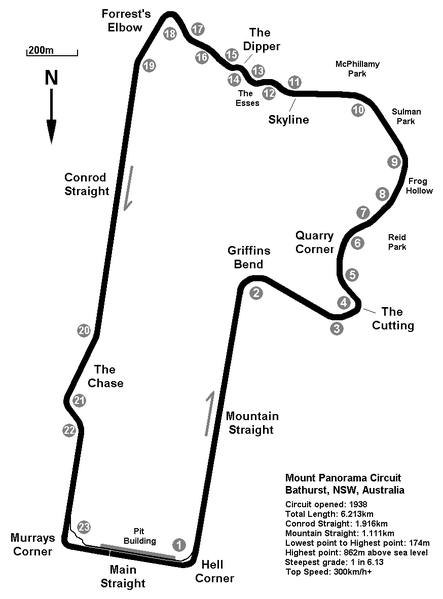
全景山賽道

## 外部連結
- The official website for the Supercheap Auto Bathurst 1000 （页面存档备份，存于）
- Chequered Flag Motorsport's Virtual Lap of Bathurst